# Liste der Olympiasieger im Modernen Fünfkampf
Die Liste der Olympiasieger im Modernen Fünfkampf führt sämtliche Sieger sowie die Zweit- und Drittplatzierten der Wettbewerbe im Modernen Fünfkampf bei den Olympischen Sommerspielen auf, gegliedert nach den einzelnen Wettbewerben. Im weiteren Teil werden alle olympischen Medaillengewinner aufgelistet, die mindestens eine Goldmedaille und eine weitere Medaille gewonnen haben. Den Abschluss bildet die Nationenwertung.

## Wettbewerbe
Im Modernen Fünfkampf gab es bei Olympischen Spielen bisher folgende Wettbewerbe:
- Einzel Männer seit 1912 mit 24 Wettbewerben
- Mannschaft Männer von 1952 bis 1992 mit 11 Wettbewerben
- Einzel Frauen seit 2000 mit 5 Wettbewerben

HinweisNicht aufgeführt ist der Winter-Pentathlon, der ein einziges Mal bei den Olympischen Winterspielen 1948 als eine Art winterliche Entsprechung zum Modernen Fünfkampf ausgetragen wurde.

### Einzel Männer
| Olympia | Gold                  | Silber                 | Bronze                   |
| ------- | --------------------- | ---------------------- | ------------------------ |
| 1912    | Gösta Lilliehöök      | Gösta Åsbrink          | Georg de Laval           |
| 1920    | Gustaf Dyrssen        | Erik de Laval          | Gösta Runö               |
| 1924    | Bo Lindman            | Gustaf Dyrssen         | Bertil Uggla             |
| 1928    | Sven Thofelt          | Bo Lindman             | Helmuth Kahl             |
| 1932    | Johan Oxenstierna     | Bo Lindman             | Richard Mayo             |
| 1936    | Gotthard Handrick     | Charles Leonard        | Silvano Abbà             |
| 1948    | William Grut          | George Moore           | Gösta Gärdin             |
| 1952    | Lars Hall             | Gábor Benedek          | István Szondy            |
| 1956    | Lars Hall             | Olavi Mannonen         | Väinö Korhonen           |
| 1960    | Ferenc Németh         | Imre Nagy              | Robert Beck              |
| 1964    | Ferenc Török          | Igor Nowikow           | Albert Mokejew           |
| 1968    | Björn Ferm            | András Balczó          | Pawel Lednjow            |
| 1972    | András Balczó         | Borys Onyschtschenko   | Pawel Lednjow            |
| 1976    | Janusz Pyciak-Peciak  | Pawel Lednjow          | Jan Bártů                |
| 1980    | Anatoli Starostin     | Tamás Szombathelyi     | Pawel Lednjow            |
| 1984    | Daniele Masala        | Svante Rasmuson        | Carlo Massullo           |
| 1988    | János Martinek        | Carlo Massullo         | Wachtang Iagoraschwili   |
| 1992    | Arkadiusz Skrzypaszek | Attila Mizsér          | Eduard Senowka           |
| 1996    | Alexander Parygin     | Eduard Senowka         | János Martinek           |
| 2000    | Dmitri Swatkowski     | Gábor Balogh           | Pawal Douhal             |
| 2004    | Andrei Moissejew      | Andrejus Zadneprovskis | Libor Capalini           |
| 2008    | Andrei Moissejew      | Edvinas Krungolcas     | Andrejus Zadneprovskis   |
| 2012    | David Svoboda         | Cao Zhongrong          | Ádám Marosi              |
| 2016    | Alexander Lessun      | Pawlo Tymoschtschenko  | Ismael Hernández Uscanga |
| 2020    | Joseph Choong         | Ahmed El-Gendy         | Jun Woong-tae            |
| 2024    | Ahmed El-Gendy        | Taishu Satō            | Giorgio Malan            |

### Einzel Frauen
| Olympia | Gold               | Silber             | Bronze                  |
| ------- | ------------------ | ------------------ | ----------------------- |
| 2000    | Stephanie Cook     | Emily deRiel       | Kate Allenby            |
| 2004    | Zsuzsanna Vörös    | Jeļena Rubļevska   | Georgina Harland        |
| 2008    | Lena Schöneborn    | Heather Fell       | Nastassja Samussewitsch |
| 2012    | Laura Asadauskaitė | Samantha Murray    | Yane Marques            |
| 2016    | Chloe Esposito     | Élodie Clouvel     | Oktawia Nowacka         |
| 2020    | Kate French        | Laura Asadauskaitė | Sarolta Kovács          |
| 2024    | Michelle Gulyás    | Élodie Clouvel     | Seong Seung-min         |

## Nicht mehr ausgetragener Wettbewerb

### Mannschaft Männer
| Olympia | Gold                                                              | Silber                                                            | Bronze                                                         |
| ------- | ----------------------------------------------------------------- | ----------------------------------------------------------------- | -------------------------------------------------------------- |
| 1952    | Ungarn Gábor Benedek Aladár Kovácsi István Szondy                 | Schweden Claes Egnell Lars Hall Torsten Lindqvist                 | Finnland Olavi Mannonen Olavi Rokka Lauri Vilkko               |
| 1956    | Sowjetunion Iwan Derjuhin Igor Nowikow Alexander Tarassow         | Vereinigte Staaten William Andre Jack Daniels George Lambert      | Finnland Berndt Katter Väinö Korhonen Olavi Mannonen           |
| 1960    | Ungarn András Balczó Imre Nagy Ferenc Németh                      | Sowjetunion Igor Nowikow Nikolai Tatarinow Hanno Selg             | Vereinigte Staaten Robert Beck Jack Daniels George Lambert     |
| 1964    | Sowjetunion Wiktor Minejew Albert Mokejew Igor Nowikow            | Vereinigte Staaten David Kirkwood James Moore Paul Pesthy         | Ungarn Imre Nagy Ferenc Török Ottó Török                       |
| 1968    | Ungarn András Balczó István Móna Ferenc Török                     | Sowjetunion Pawel Lednjow Borys Onyschtschenko Stasys Šaparnis    | Frankreich Jean-Pierre Giudicelli Raoul Gueguen Lucien Guiguet |
| 1972    | Sowjetunion Borys Onyschtschenko Pawel Lednjow Wladimir Schmeljow | Ungarn Pál Bakó András Balczó Zsigmond Villányi                   | Finnland Risto Hurme Martti Ketelä Veikko Salminen             |
| 1976    | Großbritannien Jeremy Fox Danny Nightingale Adrian Parker         | Tschechoslowakei Jan Bártů Jiří Adam Bohumil Starnovský           | Ungarn Tamás Kancsal Tibor Maracskó Szvetiszláv Sasics         |
| 1980    | Sowjetunion Pawel Lednjow Jewgeni Lipejew Anatoli Starostin       | Ungarn László Horváth Tibor Maracskó Tamás Szombathelyi           | Schweden George Horvath Lennart Pettersson Svante Rasmuson     |
| 1984    | Italien Pierpaolo Cristofori Daniele Masala Carlo Massullo        | Vereinigte Staaten Dean Glenesk Greg Losey Michael Storm          | Frankreich Didier Boubé Joël Bouzou Paul Four                  |
| 1988    | Ungarn László Fábián János Martinek Attila Mizsér                 | Italien Daniele Masala Carlo Massullo Gianluca Tiberti            | Großbritannien Graham Brookhouse Dominic Mahony Richard Phelps |
| 1992    | Polen Maciej Czyżowicz Dariusz Goździak Arkadiusz Skrzypaszek     | Vereintes Team Anatoli Starostin Dmitri Swatkowski Eduard Senowka | Italien Roberto Bomprezzi Carlo Massullo Gianluca Tiberti      |

## Die erfolgreichsten Teilnehmer
- Platz: Die Rangfolge wird durch die Anzahl der Goldmedaillen im Einzel- und Mannschaftswettbewerb bestimmt. Bei gleicher Anzahl werden die Silbermedaillen verglichen, danach die Bronzemedaillen.
- Land: das Land, für das der Athlet startete. Bei einem Wechsel der Nationalität wird das Land genannt, für das der Athlet die letzte Medaille erzielte.
- Von, Bis: das Jahr, in dem der Athlet die erste bzw. die letzte Olympiamedaille gewonnen hat.
- Gold, Silber, Bronze, Gesamt: Anzahl der gewonnenen Medaillen.

| Platz | Name                  | Land           | Von  | Bis  | Gold | Silber | Bronze | Gesamt |
| ----- | --------------------- | -------------- | ---- | ---- | ---- | ------ | ------ | ------ |
| 1     | András Balczó         | Ungarn         | 1960 | 1972 | 3    | 2      | –      | 5      |
| 2     | Pawel Lednjow         | Sowjetunion    | 1968 | 1980 | 2    | 2      | 3      | 7      |
| 3     | Igor Nowikow          | Sowjetunion    | 1956 | 1964 | 2    | 2      | –      | 4      |
| 4     | Lars Hall             | Schweden       | 1952 | 1956 | 2    | 1      | –      | 3      |
| 4     | Daniele Masala        | Italien        | 1984 | 1988 | 2    | 1      | –      | 3      |
| 6     | János Martinek        | Ungarn         | 1988 | 1988 | 2    | –      | 1      | 3      |
| 6     | Anatoli Starostin     | Vereintes Team | 1980 | 1992 | 2    | –      | 1      | 3      |
| 6     | Ferenc Török          | Ungarn         | 1964 | 1968 | 2    | –      | 1      | 3      |
| 9     | Andrei Moissejew      | Russland       | 2004 | 2008 | 2    | –      | –      | 2      |
| 9     | Ferenc Németh         | Ungarn         | 1960 | 1960 | 2    | –      | –      | 2      |
| 9     | Arkadiusz Skrzypaszek | Polen          | 1992 | 1992 | 2    | –      | –      | 2      |
| 12    | Bo Lindman            | Schweden       | 1924 | 1932 | 1    | 2      | –      | 3      |
| 13    | Carlo Massullo        | Italien        | 1984 | 1992 | 1    | 1      | 2      | 4      |
| 14    | Imre Nagy             | Ungarn         | 1960 | 1964 | 1    | 1      | 1      | 3      |
| 15    | Laura Asadauskaitė    | Litauen        | 2012 | 2020 | 1    | 1      | –      | 2      |
| 16    | Gábor Benedek         | Ungarn         | 1952 | 1952 | 1    | 1      | –      | 2      |
| 16    | Gustaf Dyrssen        | Schweden       | 1920 | 1924 | 1    | 1      | –      | 2      |
| 16    | Attila Mizsér         | Ungarn         | 1988 | 1992 | 1    | 1      | –      | 2      |
| 16    | Dmitri Swatkowski     | Russland       | 2000 | 2004 | 1    | 1      | –      | 2      |
| 16    | Ahmed El-Gendy        | Ägypten        | 2020 | 2024 | 1    | 1      | –      | 2      |
| 21    | Albert Mokejew        | Sowjetunion    | 1964 | 1964 | 1    | –      | 1      | 2      |
| 21    | István Szondy         | Ungarn         | 1952 | 1952 | 1    | –      | 1      | 2      |

## Nationenwertungen
Stand: bis und mit 2024

### Gesamt
| Platz | Land               | Gold | Silber | Bronze | Gesamt |
| ----- | ------------------ | ---- | ------ | ------ | ------ |
| 1     | Ungarn             | 10   | 8      | 6      | 24     |
| 2     | Schweden           | 9    | 7      | 5      | 21     |
| 3     | Sowjetunion        | 5    | 5      | 5      | 15     |
| 4     | Großbritannien     | 4    | 2      | 3      | 9      |
| 5     | Russland           | 4    | 1      | –      | 5      |
| 6     | Polen              | 3    | –      | 1      | 4      |
| 7     | Italien            | 2    | 2      | 4      | 8      |
| 8     | Deutschland        | 2    | –      | 1      | 3      |
| 9     | Litauen            | 1    | 3      | 1      | 5      |
| 10    | Ägypten            | 1    | 1      | –      | 2      |
| 11    | Tschechien         | 1    | –      | 1      | 2      |
| 12    | Kasachstan         | 1    | –      | –      | 1      |
| 12    | Australien         | 1    | –      | –      | 1      |
| 14    | Vereinigte Staaten | –    | 6      | 3      | 9      |
| 15    | Frankreich         | –    | 2      | 2      | 4      |
| 16    | Finnland           | –    | 1      | 4      | 5      |
| 17    | Tschechoslowakei   | –    | 1      | 1      | 2      |
| 17    | Vereintes Team     | –    | 1      | 1      | 2      |
| 19    | Japan              | –    | 1      | –      | 1      |
| 19    | Lettland           | –    | 1      | –      | 1      |
| 19    | Ukraine            | –    | 1      | –      | 1      |
| 19    | China              | –    | 1      | –      | 1      |
| 23    | Belarus            | –    | –      | 2      | 1      |
| 23    | Südkorea           | –    | –      | 2      | 2      |
| 25    | Brasilien          | –    | –      | 1      | 1      |
| 25    | Mexiko             | –    | –      | 1      | 1      |

### Männer
| Platz | Land               | Gold | Silber | Bronze | Gesamt |
| ----- | ------------------ | ---- | ------ | ------ | ------ |
| 1     | Schweden           | 9    | 7      | 5      | 21     |
| 2     | Ungarn             | 8    | 8      | 5      | 21     |
| 3     | Sowjetunion        | 5    | 5      | 5      | 15     |
| 4     | Russland           | 4    | 1      | –      | 5      |
| 5     | Polen              | 3    | –      | –      | 3      |
| 6     | Italien            | 2    | 2      | 4      | 8      |
| 7     | Großbritannien     | 2    | –      | 1      | 2      |
| 8     | Ägypten            | 1    | 1      | –      | 2      |
| 9     | Deutschland        | 1    | –      | 1      | 2      |
| 9     | Tschechien         | 1    | –      | 1      | 1      |
| 11    | Kasachstan         | 1    | –      | –      | 1      |
| 12    | Vereinigte Staaten | –    | 5      | 3      | 8      |
| 13    | Litauen            | –    | 2      | 1      | 3      |
| 14    | Finnland           | –    | 1      | 4      | 5      |
| 15    | Tschechoslowakei   | –    | 1      | 1      | 2      |
| 15    | Vereintes Team     | –    | 1      | 1      | 2      |
| 17    | China              | –    | 1      | –      | 1      |
| 17    | Japan              | –    | 1      | –      | 1      |
| 17    | Ukraine            | –    | 1      | –      | 1      |
| 20    | Frankreich         | –    | –      | 2      | 2      |
| 21    | Belarus            | –    | –      | 1      | 1      |
| 21    | Mexiko             | –    | –      | 1      | 1      |
| 21    | Südkorea           | –    | –      | 1      | 1      |

### Frauen
| Platz | Land               | Gold | Silber | Bronze | Gesamt |
| ----- | ------------------ | ---- | ------ | ------ | ------ |
| 1     | Großbritannien     | 2    | 2      | 2      | 6      |
| 2     | Ungarn             | 2    | –      | 1      | 3      |
| 3     | Litauen            | 1    | 1      | –      | 2      |
| 4     | Deutschland        | 1    | –      | –      | 1      |
| 4     | Australien         | 1    | –      | –      | 1      |
| 6     | Frankreich         | –    | 2      | –      | 2      |
| 7     | Vereinigte Staaten | –    | 1      | –      | 1      |
| 7     | Lettland           | –    | 1      | –      | 1      |
| 9     | Brasilien          | –    | –      | 1      | 1      |
| 9     | Polen              | –    | –      | 1      | 1      |
| 9     | Belarus            | –    | –      | 1      | 1      |
| 9     | Südkorea           | –    | –      | 1      | 1      |